# Viktor Kunz
Viktor Kunz (* 21. März 1968 in Liestal) ist ein ehemaliger Schweizer Radrennfahrer, der hauptsächlich auf der Bahn aktiv war.
Viktor Kunz betrieb von 1991 bis 1996 den Radsport in der Elite-Klasse. 1991 wurde er Schweizer Vize-Meister in der Einerverfolgung, im Jahr darauf erneut sowie Dritter der nationalen Meisterschaft im 1000-Meter-Zeitfahren. 1993 errang er drei Schweizer Titel: in der Einerverfolgung, im Zeitfahren sowie in der Mannschaftsverfolgung, mit Didi Rüegg, Alexander und Andreas Aeschbach. 1995 und 1996 wurde er Schweizer Meister in der Einerverfolgung, 1994 in der Mannschaftsverfolgung (mit den Aeschbachs und Philipp Buschor) sowie 1996 (mit Beat Meister, Alexander Aeschbach und Patrick Vetsch).
1992 startete Kunz bei den Olympischen Spielen in Barcelona in der Einerverfolgung, schied aber schon nach der Qualifikationsrunde aus.
Nach seinem Rücktritt vom aktiven Radsport trat Viktor Kunz eine Tätigkeit bei der Trek Bicycle Corporation in der Schweiz an.